# Louis Bernheim
Louis Bernheim (Sint-Joost-ten-Node, 1 oktober 1861 - Parijs, 13 februari 1931) was een Belgisch beroepsmilitair en luitenant-generaal die bekendheid geniet vanwege zijn optreden gedurende de Eerste Wereldoorlog.

## Biografie
Bernheim werd in 1861 geboren in een gezin van Joods-Franse emigranten. In 1878 begon zijn militaire opleiding en twee jaar later nam hij als tweede luitenant dienst bij de Grenadiers. Naderhand gaf hij zelf les aan de Koninklijke Militaire School.
In de eerste jaren van de twintigste eeuw maakte Bernheim snel promotie en hij had de rang van luitenant-kolonel ten tijde van de Duitse inval in België op 4 augustus 1914. Hij verkreeg de bevelvoering over de derde brigade gedurende het Beleg van Antwerpen en onder zijn leiding vocht deze eenheid later rond de Nete. In november 1914 werd Bernheim bevorderd tot generaal-majoor en begin 1915 verkreeg hij het bevel over de 1e Divisie van het leger, die belast was met een deel van het front dat was ontstaan na de Slag om de IJzer. Bernheim raakte in september 1915 ernstig gewond door een granaatinslag tijdens een troepeninspectie, maar was na slechts twee maanden alweer op zijn post. In 1916 verkreeg Bernheim de rang van luitenant-generaal. In september 1918 kreeg hij het bevel over drie divisies, die samen een Belgisch antwoord moesten formuleren in het kader van het Honderddagenoffensief tegen de Duitsers.
Bernheims ongelijke behandeling van het Nederlands, hij liet alle bevelen aan de soldaten in het Frans geven, was de directe aanleiding tot de vorming van de Frontbeweging van ontevreden Fransonkundige Vlaamse soldaten. De Vlaamse zinsnede Et pour les Flamands la même chose die de onwil van de Franstaligen om het Nederlands te gebruiken weergeeft, vond hier zijn oorsprong.
Een ander verwijt vanuit de Vlaamse Beweging betreft de weigering een bevel te geven tot het weghalen van de lijken van de in niemandsland gesneuvelde Gebroeders Van Raemdonck vanwege hun flamingantisme.
Na de oorlog werd Bernheim benoemd tot Inspecteur-Generaal bij de landmacht en in 1926 ging hij met pensioen. Hij overleed in Parijs in 1931, toen hij er bij zijn dochter op bezoek was. Zijn laatste wens was om gecremeerd te worden. Omdat dat in België toen niet mocht, werd zijn lichaam gecremeerd in Parijs en nadien België begraven. Hij kreeg een staatsbegrafenis, maar in een publieke verklaring vond kardinaal Van Roey het eren van een urne met as "een uitdaging aan het katholiek geweten" en "in tegenspraak met het gezond verstand". Niettemin woonde Koning Albert de afscheidsplechtigheid bij in het Paleis der Academiën en liep vooraan mee in de lijkstoet terwijl het de gewoonte is dat de Koning dat niet doet. De discussie over zijn crematie zette liberalen en socialisten ertoe aan om werk te maken van de wetswijziging die crematie in België toestaat (wet van 21 maart 1932).
Bernheim was lid van het Grootoosten van België. Een door beeldhouwer Edmond de Valériola gemaakt monument ter ere van hem is in 1936 op de Marie-Louizasquare te Brussel geplaatst. In Etterbeek is een straatnaam naar hem vernoemd.

## Onderscheidingen
Bernheim ontving onder meer de volgende onderscheidingen:
- de Leopoldsorde in 1914, tevens bedoeld voor alle regimentssoldaten onder zijn bevelvoering
- de  Amerikaanse Army Distinguished Service Medal, met als toelichting:

for exceptionally meritorious and distinguished service in a position of great responsibility to the Government of the United States, during World War I. In Command of the 1st Belgian Army Division, General Bernheim achieved most valuable results by his brilliant leadership. He prosecuted the operations against the enemy with judgment and vigor and his service was marked by signal success.
Desalniettemin had hij nimmer aan de IJzer het bevel over de frontsoldaten gevoerd.